# Likir Gompa
Le monastère de Likir Gompa est situé à environ 52 km à l'ouest de Leh, la capitale du Ladakh (tibétain : གླེ, Wylie : gle, THL : lé་ ; hindî : लेह, translit. iso : lēha), du district du même nom en Inde à une altitude de 3 510 m.
Naguère le village de Likir se trouvait sur un axe commercial important qui reliait les monastères de Tingmosgang, de Hemis à la capitale Leh. Aujourd'hui la vallée étant devenue moins fréquentée, il tombe progressivement dans l'oubli.

## Historique
Le nom Likir du monastère bouddhiste vient de "Naga Encerclé" (les Naga-rajas, Nanda et Taksako). Il a été créé par le Lama Duwang Chosje, de la secte Gelugpa sous le règne du cinquième roi du Ladakh, Lhachen Gyalpo (Lhachen Gyalpo) (Lha-chen-rgyal-po) entre 1050 et 1080. Son obédience est celle de l'ordre Kadampa, précoce du bouddhisme tibétain. 

## Description

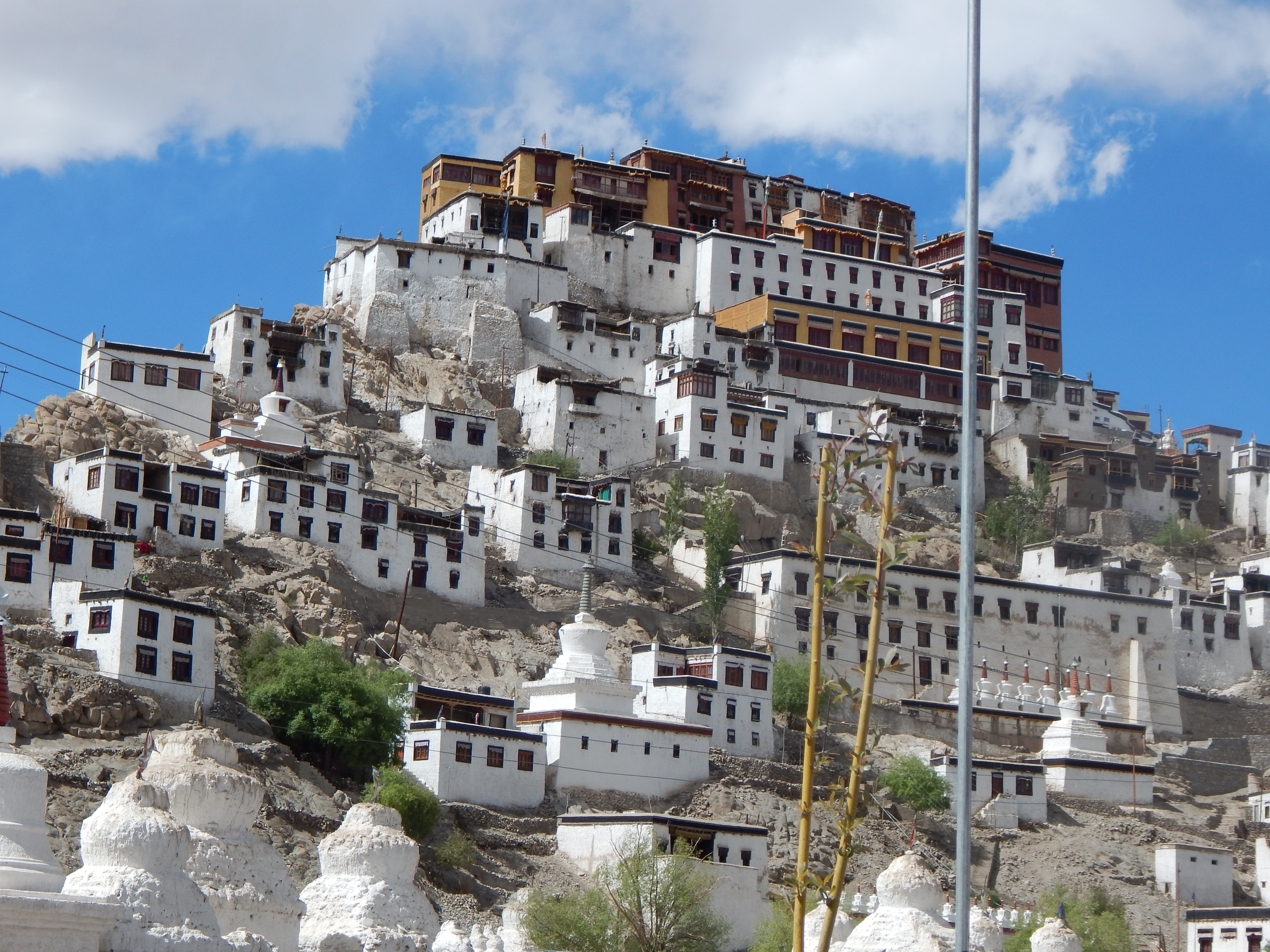
Likir Gompa (Leh).

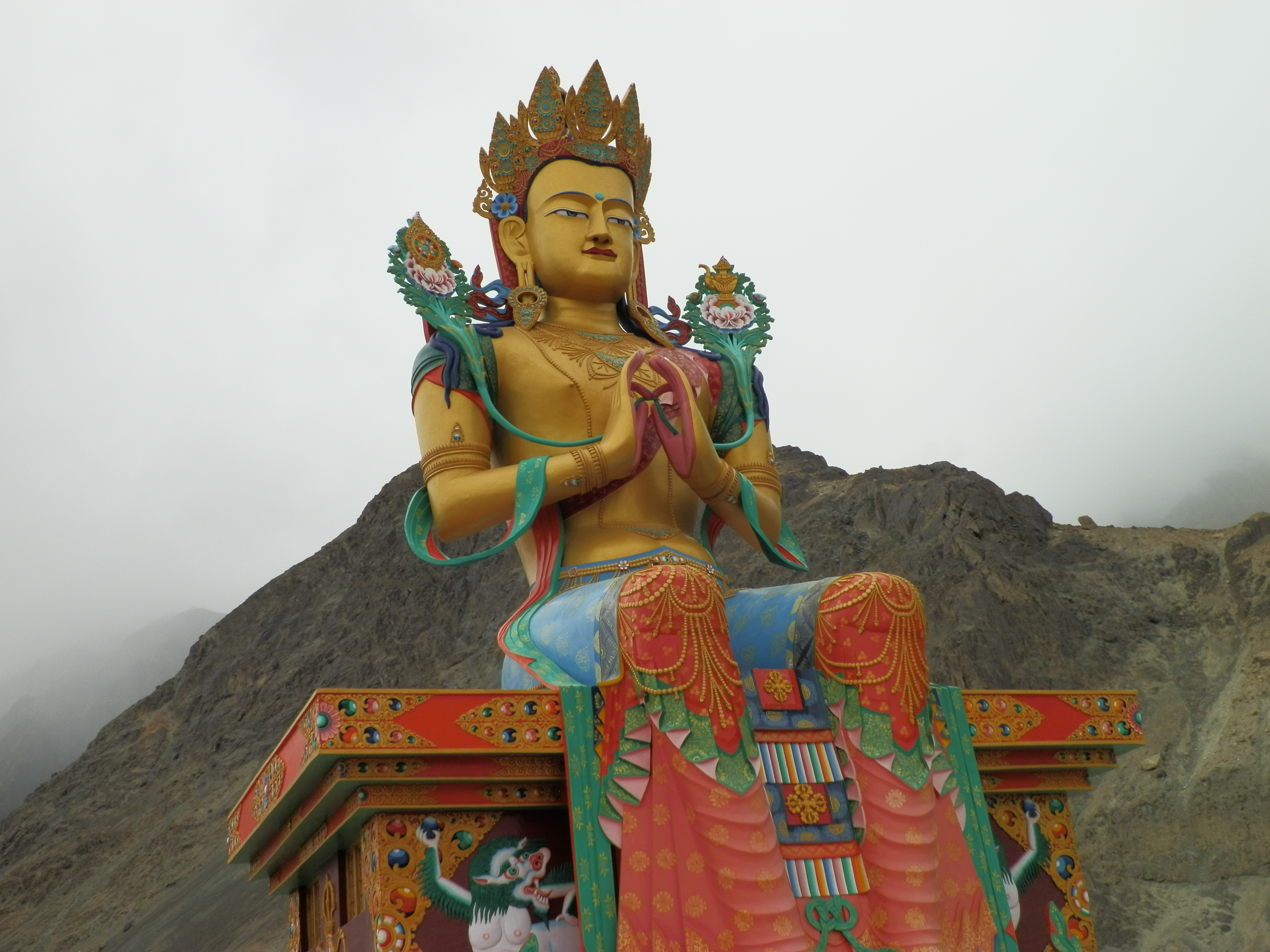
Likir.- Statue d'Avalokitesvara.

Le monastère possède plusieurs temples (Tsug lag khang), également appelé Dukhang (Du khang), le plus ancien comporte six rangées de sièges pour les lamas et un trône pour le Lama principal. Les Dukhangs contiennent des statues de Bodhisattva, Amitabha, trois grandes statues de Sakyamuni, Maitreya et Tsong Khapa, fondateur de la secte de chapeau jaune. A l'entrée du monastère l'accueil se fait par un impressionnant Avalokiteśvara (veranda a thangka) avec ses "mille bras et onze têtes".

## De nos jours
Le monastère est dirigé par le Ngari Rinpoché, qui serait l'émanation de l'actuel frère cadet du Dalaï Lama. Une centaine de moines bouddhistes et près de trente étudiants suivent les cours dans les écoles qui y sont rattachées.
Le monastère Likir Gompa abrite, à l'intérieur de son musée une importante collection de Thangkas, de manuscrits anciens, et de costumes traditionnels qui sont utilisés lors l'interprétation des danses sacrées tibétaines Cham.
C'est le lieu, du rassemblement lors de la célébration des offrandes votives "Dosmochey", qui a lieu le 27e jour au 29e jour du 12e mois du calendrier tibétain des danses sacrées tibétaines.